# 幼獣マメシバ
『幼獣マメシバ』（ようじゅうマメシバ）は、2009年に制作及び公開・放送された映画・テレビドラマである。全11回放送。映画公開は同年6月。
また青木光恵による漫画版が『まんがくらぶオリジナル』（竹書房）2009年3月号より10月号まで連載された。
本稿では、『幼獣マメシバ』の続編・シリーズとなる以下の作品に関しても説明する。
- 『マメシバ一郎』（まめしばいちろう）
  - 同作の続編で2011年10月-12月（後述する各制作局）にTV放送、2012年2月4日に映画を公開[1][2]。
- 『マメシバ一郎 フーテンの芝二郎』（まめしばいちろう フーテンのしばじろう）
  - 同作の続編で2012年10月-12月（後述する各制作局）にTV放送、2013年2月9日に映画公開。
- 『幼獣マメシバ 望郷篇』
  - 同作の続編で2014年7月-9月（後述する各制作局）にTV放送、2014年9月20日に映画公開[3]。

## 幼獣マメシバ

### あらすじ
無職の中年ニート芝二郎は引きこもりの生活を送っていたが、父が旅行先で亡くなり母も家出してしまう。数日後、陽介が二郎の家を訪れ、鞠子に「二郎に渡して欲しい」と頼まれた封筒を届けに来る。中には「芝一郎」名義の通帳が入っていた。「一郎って誰？」と二人が疑問に思っていると自宅の庭にひょっこり柴の子犬が現れる・・・

### キャスト
芝二郎(しば・じろう)（佐藤二朗）
実家で長年ひきこもり生活をしている無職の中年ニート（35歳）。芝家の一人息子（長男）なのに「二郎」という名前の由来は歌手の冠二郎にちなんで名づけたため（第2話より）。趣味はブログを書くこと。好物はうまい棒。話の間と語尾に「ウン」と言うのが口癖。何事も真に受けやすい単純な性格で、父良男の嘘を信じ続けてきた。辛くならないように引きこもって昔の事、辛かった事を忘れる。（中学時代八島秀吉にパシリに使われた事や、昔一郎（一代目）を飼っていた事等も忘れていた。）
八島秀吉（山田将之）
二郎の中学時代の同級生。二郎をパシリに使っていた。
成人後も柄の悪さは変わらず夫婦でパチンコ店に入り浸り、二郎に絡んでくる。
八島千秋（木夏リオ）
秀吉の妻。
ポロ（まめてぃ）
秀吉夫妻に飼われている犬。チワワ。
一郎（二代目）
二郎が飼っている犬。(相方,相棒) 生後2カ月の豆柴。
一郎（一代目）
二郎が子供の頃に飼っていた柴犬。
芝鞠子(しば・まりこ)（藤田弓子）
二郎の母。二郎の事を成人後も「二郎ちゃん」と呼ぶなど優しい母親。家にひきこもり生活を続け、なかなか人と触れ合わない二郎のために失踪計画を企てる。
芝良男(しば・よしお)（笹野高史）
二郎の父、故人。遺影に使われた写真は二郎が撮影した物でピンボケしていた。（劇場版では、芝鞠子の失踪計画の為に死んだ事にして富士山の芝小屋に三郎（一郎の兄弟）といて生きていた。）
二郎が子供の頃、一郎（一代目）が喋ったと思わせるイタズラをしたり、二郎が旅行に行きたいと言わなくなるように「県道を越えたら最後。二度と人を信じられなくなる。」等と嘘をついて二郎が半径3キロ圏内から出なくなる原因になった。
財部陽介(たからべ・ようすけ)（髙橋洋）
二郎の親戚の青年で郵便局員。歌手を目指している。第9話では、出世した事を二郎に冷やかされる場面も。二郎の良き理解者であり、彼の元を頻繁に訪れている。二郎の事を「二郎ちゃん」と呼ぶ。二郎からは「べーちゃん」と呼ばれる。
芝富子(しば・とみこ)（角替和枝）
二郎の叔母で重男の妻。良男の葬儀終了後、鞠子に対し30歳を過ぎてもひきこもり生活を続けて職に就かず、頼りない性格の二郎に家の跡取りが務まるのかと愚痴をこぼした。
芝重男(しば・しげお)（志賀廣太郎）
二郎の叔父(良男の弟)。
芝加代子（渋谷琴乃）
二郎のいとこ。
市村景虎（高橋直純）
ペットショップ店員。超のつくほどの温厚な性格。じんじゃーまんファン。
御手洗藤子（りりィ）
犬の銅像のある家、家主。
山下知輔（ささの堅太）
喜助の息子。
氷川さとみ（伊藤かな恵）
富士見公園5時の少女。なかなか子離れしてくれない父の事で悩んでいる。
御手洗クリス（FIFI）
新造の妻、離婚調停中。
御手洗新造（西本竜樹）
藤子の息子、工場経営者。
笹波幸四郎（西田幸治（笑い飯））
犬好きの元サラリーマン。飼い主と散歩中の犬をストーカーしていた為勘違いされ逮捕された。

### スタッフ
- 監督：亀井亨
- 原案・脚本：永森裕二
- 製作：永森裕二、間宮俊二、関佳史、松本宏、青柳洋治、波多美由紀、細井俊介、江副純夫、小川貴史、伊藤明博、曽我勉、岡田修紀
- プロデューサー：森角威之
- ラインプロデューサー：岩城一平
- 音楽：野中“まさ”雄一
- 撮影：中尾正人
- 照明：佐久間栄一
- 美術：西村徹
- 録音：甲斐田哲也
- 助監督：芦塚慎太郎
- DIT：石川真吾
- 製作担当：齊藤光司

### サブタイトル
1. 自分の部屋から半径3キロ以内で、全然生活できるのだ。
2. 時として人生は、誰かの思惑に逆らえないのだ。
3. 社会は、甘くない時はとても甘くないのだ。
4. どん底を経験すると、その後少し前向きになれるのだ。
5. 人の気持ちは、小鳥を持つ様にやさしく掴むのだ。
6. 旅の恥は、なかなか掻き捨てられないのだ。
7. 間に入って「まあまあ」と丸く収めるのは、才能なのだ。
8. 人の取り柄は、気付かなければ一生開花しないのだ。
9. ちゃんと気持ちを伝えた事が、生きてて一度もなかったのだ。
10. 神様を信じてもいいかと、一瞬だけ思ったのだ。
11. （最終回）思えば遠くに来たもんなのだ。

### 主題歌
- オープニング - タイムカプセル/高橋直純
- エンディング - 歩いて帰ろう/高橋直純

### 放送局
| 放送地域              | 放送局           | 放送期間                  | 放送日時                    | 系列           | 備考             |
| --------------------- | ---------------- | ------------------------- | --------------------------- | -------------- | ---------------- |
| ●東・名・阪 ネット6 ● |                  |                           |                             |                |                  |
| 埼玉県                | テレビ埼玉       | 2009年1月14日 - 3月25日   | 水曜 21時00分 - 21時30分    | 独立局         |                  |
| 神奈川県              | テレビ神奈川     | 2009年1月16日 - 3月27日   | 金曜 21時00分 - 21時30分    | 独立局         |                  |
| 兵庫県                | サンテレビジョン | 2009年1月16日 - 3月27日   | 金曜 21時30分 - 22時00分    | 独立局         |                  |
| 京都府                | KBS京都          | 2009年1月18日 - 3月29日   | 日曜 22時00分 - 22時30分    | 独立局         |                  |
| 三重県                | 三重テレビ放送   | 2009年1月18日 - 3月29日   | 日曜 22時55分 - 23時25分    | 独立局         |                  |
| 千葉県                | 千葉テレビ放送   | 2009年1月20日 - 3月31日   | 火曜 23時00分 - 23時30分    | 独立局         |                  |
| その他放送局          |                  |                           |                             |                |                  |
| 日本全国              | ひかりTV         | 2009年1月21日 - （終了）  |                             | ネット配信     |                  |
| 日本全国              | ギガミランカ     | 2009年1月28日 - （終了）  |                             | ネット配信     |                  |
| 鹿児島県              | 南日本放送       | 2010年3月30日 - 6月15日   | 火曜 24時40分 - 25時10分    | TBS系列        |                  |
| 宮城県                | 仙台放送         | 2010年4月12日 - 6月28日   | 月曜 25時40分 - 26時10分    | フジテレビ系列 |                  |
| 石川県                | 北陸朝日放送     | 2010年6月28日 - 9月6日    | 月曜 25時15分 - 25時45分    | テレビ朝日系列 |                  |
| 福島県                | 福島中央テレビ   | 2010年8月25日 - 11月10日  | 水曜 10時55分 - 11時25分    | 日本テレビ系列 |                  |
| 北海道                | 札幌テレビ放送   | 2010年10月8日 - 12月24日  | 金曜 10時25分 - 10時55分    | 日本テレビ系列 |                  |
| 岡山県 香川県         | 山陽放送         | 2010年10月18日 - 12月27日 | 月曜 25時50分 - 26時20分    | TBS系列        |                  |
| 大分県                | 大分放送         | 2011年10月17日 - 11月2日  | 月-木曜 10時20分 - 10時50分 | TBS系列        | 「ホッとTime」枠 |
| 新潟県                | 新潟総合テレビ   | 2014年7月4日 - 9月19日    | 金曜 15時30分 - 16時00分    | フジテレビ系列 |                  |

### 劇場版
2009年6月13日に全国9館にて公開。
追加キャスト
- 安達祐実（巻可蓮役）

上映時間106分。
キャッチコピーは「ボクが連れて行ってあげる」。
TVドラマ版の総集編等ではなく、時系列的にはTVドラマ版の後の話となるが、TVドラマ版と連続した物語でないパラレルワールド的な内容となっている。

#### キャスト（映画第1弾）
- 芝二郎（無職の中年ニート） - 佐藤二朗
- 巻可蓮（犬の里親探しのボランティア） - 安達祐実
- 巻晴男（可蓮の伯父、ドッグパークの園長） - 渡辺哲
- 財部陽介（二郎の親戚、郵便局員） - 髙橋洋
- 芝重男（二郎の叔父） - 志賀廣太郎
- 芝富子（二郎の叔母） - 角替和枝
- 芝加代子（二郎のいとこ） - 渋谷琴乃
- 次郎丸ミサ（樹海の女） - 佐藤仁美
- 笹波幸四郎（犬好きの元サラリーマン） - 西田幸治（笑い飯）
- 市村景虎（ペットショップ店員） - 高橋直純
- 巻杜生（可蓮の父） - 菅田俊
- 巻茂子（可蓮の母） - 石野真子
- 芝良男（二郎の父） - 笹野高史
- 芝毬子（二郎の母） - 藤田弓子

#### スタッフ（映画第1弾）
- 監督 - 亀井亨
- 企画・脚本 - 永森裕二
- 製作 - 永森裕二、間宮俊二、関佳史、松本宏、青柳洋治、波多美由紀、細井俊介、江副純夫、小川貴史、伊藤明博、曽我勉、岡田修紀
- 音楽 - 野中“まさ”雄一（ヘッドオフ）
- プロデューサー - 森角威之
- ラインプロデューサー - 岩城一平
- 撮影 - 中尾正人
- 照明 - 白石宏明（L.S.C）
- 録音 - 甲斐田哲也
- 助監督 - 芦塚慎太郎
- DIT - 石川真吾
- 制作担当 - 齋藤光司
- ヘアメイク - 河野顕子
- 衣装 - 永井伸子
- 美術 - 西村徹
- アニマルトレーナー - ZOO動物プロ
- 音響効果 - 丹愛
- AP - 飯塚達介
- スチール - 山本千里
- WEB制作 - 伊藤あやこ
- 制作プロダクション - 杜方
- 企画・配給 - AMGエンタテインメント
- 監督・編集 - 亀井亨

#### 主題歌（映画第1弾）
『あの丘へ』
歌 - 高橋直純 / 作詞 - 吉津屋こまめ / 作曲・編曲 - 野中“まさ”雄一

## マメシバ一郎

### あらすじ
母の仕掛けた冒険から二年。二郎は再び引きこもっていた。そんな二郎の元に、母から再びミッションが下った。

### キャスト
芝二郎（佐藤二朗）
無職の中年ニート(37歳)。
一郎
二郎が飼っている犬。豆柴。
芝鞠子（藤田弓子）
二郎の母。今は海外にいる。
北条由紀（美波）
動物ボランティア。 鞠子とは海外で知り合った。
日比谷九州男（綾田俊樹）
近所の一人暮らしの盲人の老人。意に沿わないながら、元盲導犬のライラの調教を二郎と由紀に依頼するがなかなかいう事を聞かないので困っている飼い主。
川崎葉子（穂花）
獣医。
笹崎しのぶ（中丸シオン）
借りてきたペットで動画コンテストに作品を送り続ける。
清瀬楓（米山実来）
飼っていたオールド・イングリッシュ・シープドッグの里親探しを由紀に依頼した少女。
清瀬麻子（桜田聖子）
楓の母。
道場謙太（椎野翔一）
牛乳屋のバイト。廃業寸前の牛乳屋の電気・水道と引き換えに、飼っていた猫を二郎に託す。
鮫島勝也（渋谷樹生）
二郎の家の庭にこっそりと現れて一郎を餌付けする謎の少年。通称座敷わらし。
横山ミキ（塩澤葉子）
鮫島家のお手伝いさん。
権田清次（岡部尚）
ブルドッグの飼主。
権田友恵（粕谷由佳利）
清次の妻。
北見キク（今林とし子）
パグの里親に応募した老婦人。
北見浩二（山口和理）
キクの息子。
財部陽介（髙橋洋）
二郎の親戚。郵便局員。
市村景虎（高橋直純）
ペットショップ店長。
芝富子（角替和枝）
二郎の叔母。
芝重男（志賀廣太郎）
二郎の叔父。

### スタッフ
- 製作総指揮：吉田尚剛
- 企画：永森裕二
- 監督：芦塚慎太郎
- 脚本：永森裕二、亀井亨
- 脚本協力：アラケン、港岳彦、芦塚慎太郎
- プロデューサー：飯塚達介、森角威之
- ラインプロデューサー：田口梓
- 音楽：野中“まさ”雄一
- 撮影：中尾正人
- 照明：福田裕佐
- 美術：西村徹
- 録音：甲斐田哲也
- 助監督：島崎謙太郎
- DIT：石川真吾
- 制作担当：柏田藤子
- アニマルトレーナー：ZOO動物プロ
- ポスプロ：スタジオNAO
- 製作プロダクション：TOHOO（有限会社 杜方）
- 製作委員会メンバー：アミューズメントメディア総合学院、テレビ神奈川、千葉テレビ放送、テレビ埼玉、三重テレビ放送、KBS京都、サンテレビジョン、札幌テレビ放送、TVQ九州放送、とちぎテレビ、NTTぷらら、竹書房

### サブタイトル
1. 部屋と通帳と私と犬なのだ。
2. ライフラインは直訳すると命綱なのだ。
3. ありがとうと言える人は強い人なのだ。
4. 人に何かをしてあげるなんて一生無いと思っていたのだ。
5. 大人と子供の境界線は有るようで無いのだ。
6. NOと言える日本人は日本人のあこがれなのだ。
7. 大事なものは失ってみないとわからないのだ。
8. 一度閉じた扉を開くにはたくさんの力がいるのだ。
9. 正しい答えは時折、見えなくなるのだ。
10. 見てみぬふりをしたら見えないものだと思っていたのだ。
11. 頭で思っていても、どうしょうもない事はどうしょうもないのだ。
12. (最終回)後ろ向きに歩くと前は見えないのだ。

### 主題歌
- オープニング - おてんとさま/高橋直純
- エンディング - スブタにパイナップル/盛岡冷麺　振り付け：高橋直純

### 放送局
前作「幼獣マメシバ」では制作局として東名阪ネット6各局（テレビ神奈川、千葉テレビ放送、テレビ埼玉、三重テレビ放送、KBS京都、サンテレビジョン）は正式には挙げられていなかったが、今作は東名阪ネット6各局及び札幌テレビ放送、TVQ九州放送、とちぎテレビが共同制作局となる。
動物ドラマシリーズの前後作（『犬飼さんちの犬』、『くろねこルーシー』）の制作局である岐阜放送は今作に限り共同制作局には入っておらず、放送予定もない。
| 放送地域              | 放送局           | 放送期間                      | 放送日時                    | 系列           | 備考             |
| --------------------- | ---------------- | ----------------------------- | --------------------------- | -------------- | ---------------- |
| ●東・名・阪 ネット6 ● |                  |                               |                             |                |                  |
| 兵庫県                | サンテレビジョン | 2011年10月2日 - 12月18日      | 日曜 22時00分 - 22時30分    | JAITS          | 共同制作局       |
| 京都府                | KBS京都          | 2011年10月2日 - 12月18日      | 日曜 23時00分 - 23時30分    | JAITS          | 共同制作局       |
| 千葉県                | 千葉テレビ放送   | 2011年10月4日 - 12月20日      | 火曜 22時00分 - 22時30分    | JAITS          | 共同制作局       |
| 神奈川県              | テレビ神奈川     | 2011年10月6日 - 12月29日      | 木曜 21時00分 - 21時30分    | JAITS          | 共同制作局       |
| 埼玉県                | テレビ埼玉       | 2011年10月7日 - 12月23日      | 金曜 21時00分 - 21時30分    | JAITS          | 共同制作局       |
| 三重県                | 三重テレビ放送   | 2011年10月10日 - 12月26日     | 月曜 19時55分 - 20時25分    | JAITS          | 共同制作局       |
| その他放送局          |                  |                               |                             |                |                  |
| 福岡県                | TVQ九州放送      | 2011年10月3日 - 12月19日      | 月曜 25時53分 - 26時23分    | テレビ東京系列 | 共同制作局       |
| 栃木県                | とちぎテレビ     | 2011年10月4日 - 12月20日      | 火曜 20時00分 - 20時30分    | JAITS          | 共同制作局       |
| 北海道                | 札幌テレビ放送   | 2011年10月7日 - 12月23日      | 金曜 10時25分 - 10時55分    | 日本テレビ系列 | 共同制作局       |
| 日本全国              | ひかりTV         | 2011年10月9日 - 12月25日      | 日曜 11時00分 - 11時30分    | ネット配信     |                  |
| 福島県                | 福島中央テレビ   | 2011年12月7日 - 2012年3月7日  | 水曜 10時55分 - 11時35分    | 日本テレビ系列 |                  |
| 鹿児島県              | 南日本放送       | 2011年12月14日 - 2012年3月7日 | 水曜 24時40分 - 25時10分    | TBS系列        |                  |
| 宮城県                | 仙台放送         | 2012年3月23日 - 6月8日        | 金曜 26時10分 - 26時40分    | フジテレビ系列 |                  |
| 大分県                | 大分放送         | 2012年9月3日 - 9月24日        | 月-木曜 10時20分 - 10時50分 | TBS系列        | 「ホッとTime」枠 |
| 岡山県・香川県        | 山陽放送         | 2012年9月7日 - 10月12日       | 金曜 9時55分 - 10時55分     | TBS系列        | 2話連続放送      |
| 新潟県                | 新潟総合テレビ   | 2014年9月26日 - 12月12日      | 金曜 15時30分 - 16時00分    | フジテレビ系列 |                  |
| 秋田県                | 秋田放送         | 2015年4月6日 - 6月22日        | 月曜 10時55分 - 11時25分    | 日本テレビ系列 |                  |

### 劇場版
2012年2月4日に公開された映画『幼獣マメシバ』のその後を描く映画シリーズ第2弾。全編3D映画での上映。
キャッチコピーは「働かざるもの、食うべからず。37歳児、芝二郎。明日はどっちだ?」。
映画版の『幼獣マメシバ』と同様に、TVドラマ版の『マメシバ一郎』とはパラレルワールド的な物語となっている。

#### キャスト（映画第2弾）
- 芝二郎（無職の中年ニート） - 佐藤二朗
- 園子マユ（ペットショップ店員） - 臼田あさ美
- 財部陽介（二郎の親戚、郵便局員） - 髙橋洋
- 市村景虎（ペットショップ店員） - 高橋直純
- 鶴牧登（出版者の社員） - 三上市朗
- 鎌田晶子（二郎のお見合い相手） - すぎもとみさき
- 茂美（ジャックラッセルテリアの飼い主） - 大崎友子
- 律子（スムースチワワの飼い主） - 及川可苗
- 芝加代子（二郎のいとこ） - 渋谷琴乃
- 川崎葉子（獣医） - 穂花
- 芝富子（二郎の叔母） - 角替和枝
- 芝重男（二郎の叔父） - 志賀廣太郎

#### スタッフ（映画第2弾）
- 製作総指揮 - 吉田尚剛
- 企画・脚本 - 永森裕二
- 音楽 - 野中“まさ”雄一（ヘッドオフ）
- プロデューサー - 飯塚達介、森角威之
- ラインプロデューサー - 田中梓
- 撮影 - 中尾正人
- 照明 - 福田裕佐
- 録音 - 甲斐田哲也
- 助監督 - 島崎謙太郎
- 制作担当 - 柏田藤子
- ヘアメイク - 唐澤知子
- 衣装 - 永井伸子
- 美術 - 西村徹
- アニマルトレーナー - ZOO動物プロ
- DIT - 石川真吾
- VFX - 東海林毅
- スチール - 山本千里
- メイキング - 馬車馬企画
- WEB制作 - 伊藤あやこ
- 制作プロダクション - 杜方
- 宣伝協力 - マジックアワー
- 企画・配給 - AMGエンタテインメント
- 監督・編集 - 亀井亨

#### 主題歌（映画第2弾）
『大切なキミ』
作詞・歌 - 高橋直純 / 編曲 - 高橋直純&チチクリギターズ

## マメシバ一郎 フーテンの芝二郎

### あらすじ
芝二郎は、前作『マメシバ一郎』で中年ニートから脱し、ペットショップで働くことになった。しかし実家が売られ、二郎は追い出され、更には二郎の前に借金取りが現れてしまう。

### キャスト
芝二郎（佐藤二朗）
38歳。前作『マメシバ一郎』で中年ニートからは脱し、今作はペットショップ店員として描かれる。今まで暮らしていた実家は売りに出された為、アパートで一郎と暮らす事に。
一郎
二郎が飼っている犬。豆柴。
真田まちこ（南沢奈央）
しつけ教室のトレーナーで、二郎の同僚でもある。当初は二郎を疎ましく思っていたが、次第に理解を示す。
実は権藤とは親子。
仁政一成（野間口徹）
無職の犬ビギナーの男性。境遇が似ている二郎を「先輩」と呼ぶ。定職には就かずアフィリエイトで稼ごうとする。当初は二郎に対して友好的に接していたが、次第に攻撃的な態度を取るようになり、それを不審に思った二郎が彼を尾行した所、彼の家が売りに出された二郎の家である事が判明。(第10話)実は香里とは夫婦で、以前は夫婦で商売をしていたが失敗し多額の借金を抱えていたため、2人で占有屋をしていた際に鞠子と出会い、彼女から「二郎をいじめて欲しい」 と依頼された事を二郎に明かした後、今後は香里と再び新たな商売を始める事を告げて二郎の元を去った。(第11話)
陣内香里（原史奈）
ペットショップのお客。実は仁政の妻。
椎名ノゾミ（さいとうみき）
ペットショップのお客の女子高生。犬好きでペットショップを頻繁に訪れていた際に些細な事から二郎にキツイ言葉を浴びせる。
元々は犬好きの優しい性格の少女で、後に二郎と和解する。
ペットショップの女性客（千鶴ちい）
チワワの飼い主。
福山（元田牧子）
主婦。
芝鞠子（藤田弓子）
二郎の母。今は海外にいる。
芝富子（角替和枝）
二郎の叔母。二郎＆一郎が暮らすアパートの大家でもある。
芝重男（志賀廣太郎）
二郎の叔父。劇中のナレーション(前回のあらすじ紹介)も担当。
財部陽介（髙橋洋）
二郎の親戚。郵便局員。まちこの事が少し気になっている。二郎の良き理解者。
市村景虎（高橋直純）
二郎が働いているペットショップ店長。温和な性格で二郎を温かく見守る。第11話で統括マネージャーに昇格した。
権藤茂（ダンカン）
二郎の前に現れた借金取り。実は元警察犬の訓練士であり、鞠子に頼まれて「借金取り」に扮して二郎に近づいていたが、最終話で実は「借金」は嘘 で二郎から徴収していたお金は鞠子の元に送金していた事が明かされた。

### サブタイトル
1. 人生の試練は大体、突然訪れるのだ。
2. 僕より不幸な誰かを、いつも感じていたいのだ。
3. 人生の困難は、なかった事にしておきたいのだ
4. 家長が家庭のリーダーとは限らないのだ
5. 長年育んだ信頼関係なんて、5秒で壊れるのだ
6. 本当に賢い奴は、本能的だったりするのだ
7. 横から目線でいい人ぶっても、効かない関係もあるのだ
8. 褒めるのが下手な人は、褒められても伸びないのだ
9. 自己責任とか言われると、とっても萎えるのだ
10. やりがいは、無くてもあることにしておくのがセオリーなのだ
11. 自分が正しいと思った時から、すべての間違いが始まるのだ
12. そして、みんないなくなっても、僕は僕なのだ（最終回）

### 主題歌
- オープニング - フーテンカイト/高橋直純
- エンディング - スブタにパイナップル 社会人編/盛岡冷麺　振り付け：高橋直純

### 放送局
前作「マメシバ一郎」での制作局9局に加え、「マメシバ一郎」では制作局に入らなかった岐阜放送とテレビせとうちも制作局に加わり、東名阪ネット6の6局、そのほかの局5局とあわせて11局の共同制作となる。
| 放送地域              | 放送局           | 放送期間                                             | 放送日時                                        | 系列           | 備考       |
| --------------------- | ---------------- | ---------------------------------------------------- | ----------------------------------------------- | -------------- | ---------- |
| ●東・名・阪 ネット6 ● |                  |                                                      |                                                 |                |            |
| 兵庫県                | サンテレビジョン | 2012年10月7日 - 12月22日                             | 日曜 22時00分 - 22時30分                        | JAITS          | 共同制作局 |
| 千葉県                | 千葉テレビ放送   | 2012年10月4日 - 12月20日                             | 木曜 22時00分 - 22時30分                        | JAITS          | 共同制作局 |
| 神奈川県              | テレビ神奈川     | 2012年10月4日 - 12月20日                             | 木曜 21時00分 - 21時30分                        | JAITS          | 共同制作局 |
| 京都府                | KBS京都          | 2012年10月6日 - 12月21日                             | 土曜 23時30分 - 24時00分                        | JAITS          | 共同制作局 |
| 埼玉県                | テレビ埼玉       | 2012年10月6日 - 12月21日                             | 土曜 12時30分 - 13時00分                        | JAITS          | 共同制作局 |
| 三重県                | 三重テレビ放送   | 2012年10月6日 - 12月21日                             | 土曜 14時00分 - 14時30分                        | JAITS          | 共同制作局 |
| その他放送局          |                  |                                                      |                                                 |                |            |
| 福岡県                | TVQ九州放送      | 2012年10月4日 -                                      | 木曜 27時30分 - 28時00分                        | テレビ東京系列 | 共同制作局 |
| 栃木県                | とちぎテレビ     | 2012年10月8日 -                                      | 月曜 19時00分 - 19時30分                        | JAITS          | 共同制作局 |
| 北海道                | 札幌テレビ放送   | 2012年10月12日 -                                     | 金曜 10時25分 - 10時55分                        | 日本テレビ系列 | 共同制作局 |
| 岐阜県                | 岐阜放送         | 2012年10月6日 -                                      | 土曜 11時30分 - 12時00分                        | JAITS          | 共同制作局 |
| 岡山県・香川県        | テレビせとうち   | 2013年1月11日 - 3月8日 2013年11月24日 - 2014年3月2日 | 金曜 25時59分 - 26時29分 日曜 6時00分 - 6時30分 | テレビ東京系列 | 共同制作局 |
| 日本全国              | ひかりTV         | 2012年10月8日 -                                      | 月曜 19時00分 - 19時30分                        | ネット配信     |            |
| 宮城県                | 仙台放送         | 2013年4月13日 -                                      | 土曜 25時35分 - 26時05分                        | フジテレビ系列 |            |
| 新潟県                | 新潟総合テレビ   | 2014年12月19日 - 2015年3月20日                       | 金曜 15時30分 - 16時00分                        | フジテレビ系列 |            |

### 劇場版
2013年2月9日に公開された、映画シリーズ第3弾。
キャッチコピーは「中年ニート・芝二郎、幼獣・一郎と自分探し中。柴犬なんて、ララーラーララララーラー♪」

#### キャスト（映画第3弾）
- 芝二郎（元ニート） - 佐藤二朗
- 真田まちこ（動物トレーナー） - 南沢奈央
- 財部陽介（二郎の親戚、郵便局員） - 髙橋洋
- 市村景虎（ペットショップ店員） - 高橋直純
- アケミ婆さん（駄菓子屋の主人） - キムラ緑子
- 芝富子（二郎の叔母） - 角替和枝
- 芝重男（二郎の叔父） - 志賀廣太郎
- 芝毬子（二郎の母） - 藤田弓子

#### スタッフ（映画第3弾）
- 製作総指揮 - 吉田尚剛
- 企画・脚本 - 永森裕二
- 音楽 - 野中“まさ”雄一（ヘッドオフ）
- プロデューサー - 平体雄二、飯塚達介
- ラインプロデューサー - 近藤あゆみ
- 撮影 - 中尾正人
- 照明 - 福田裕佐
- 録音 - 田中博信
- 助監督 - 島崎謙太郎
- 制作担当 - 吉田智
- ヘアメイク - 岩本みちる
- 衣装 - 永井伸子
- 美術 - 松塚隆史
- アニマルトレーナー - ZOO動物プロ
- 整音 - 藤林繁
- 音響効果 - 丹愛
- スチール - コタニシンスケ
- 宣伝美術 - 土屋英俊（SOIL DESIGN WORKS）
- WEB制作 - 伊藤あやこ
- 制作プロダクション - スタジオブルー
- 企画・配給 - AMGエンタテインメント
- 監督・編集 - 亀井亨

#### 主題歌（映画第3弾）
『カラクル』
作詞・歌 - 高橋直純 / 作曲・編曲 - 高橋直純&チチクリギターズ

## 幼獣マメシバ 望郷篇
ドラマ版の監督は、映画『すーちゃん まいちゃん さわ子さん』や『恋文日和』(日本テレビ)を手掛けた御法川修が務め、ファンタジックなメルヘンムードを漂わせる作風に変化しており、芝二郎が旅先で出会うマドンナとの恋愛模様を匂わせる演出が強調されている。

### あらすじ
芝二郎は、前作『マメシバ一郎 フーテンの芝二郎』でペットショップで働くことになったが、今作では家出してしまったというストーリーである。

### キャスト
芝二郎（佐藤二朗）
40歳。前作『マメシバ一郎 フーテンの芝二郎』でペットショップ店員であったが、家出してしまい再びニートになる。
一郎
二郎が飼っている犬。豆柴。

### サブタイトル
1. 生まれて初めて家出してみたのだ
2. なる様になるを実践するには勇気が要るのだ
3. 泣かない強さより泣けない弱さは深刻なのだ
4. ナリで生きてると色々巻き込まれるのだ
5. 複雑な人間関係から人は逃げられないのだ
6. 計算の無い人生はないと思っていたのだ
7. 北風さんでは心の扉は開けないのだ
8. 苦しまなければ成長できないというのは嘘なのだ
9. 人生の役割は、ジョブローテーションしてるのだ
10. 人生は一周回って少し外へいけるのだ（最終回）

### 放送局
今作では、2014年7月当初から放送予定と発表されている放送局全20局が制作局となっている（2014年8月以降にネット受けを決めた局は、制作局としては参加しない）。また、前作までは放送がなかった群馬テレビが参加・放送することになったことで、東名阪ネット6だけでなく5いっしょ3ちゃんねる共同制作ともなった。これらの制作局・放送局は、動物ドラマシリーズの前作である『猫侍』の制作局・放送局を基本的に引き継いでいる。
| 放送地域                | 放送局                                | 系列                                                          | 放送日時                       | 放送期間                  | 備考        |
| ----------------------- | ------------------------------------- | ------------------------------------------------------------- | ------------------------------ | ------------------------- | ----------- |
| 北海道                  | 札幌テレビ放送                        | 日本テレビ系列 共同制作局                                     | 木曜 25時29分 - 25時59分       | 2014年7月10日 - 9月11日   |             |
| 岩手県                  | IBC岩手放送                           | TBS系列 共同制作局                                            | 水曜 24時41分 - 25時11分       | 2014年7月2日 - 9月3日     |             |
| 福島県                  | 福島中央テレビ                        | 日本テレビ系列                                                | 月曜 10時25分 - 10時55分       | 2014年9月1日 - 12月1日    |             |
| 栃木県                  | とちぎテレビ                          | JAITS （5いっしょ3ちゃんねる加盟） 共同制作局                 | 木曜 22時30分 - 23時00分       | 2014年7月10日 - 9月11日   |             |
| 群馬県                  | 群馬テレビ                            | JAITS （5いっしょ3ちゃんねる加盟） 共同制作局                 | 土曜 21時30分 - 22時00分       | 2014年7月12日 - 9月13日   |             |
| 神奈川県                | テレビ神奈川                          | JAITS （東名阪ネット6・ 5いっしょ3ちゃんねる加盟） 共同制作局 | 月曜 19時00分 - 19時30分       | 2014年7月7日 - 9月8日     |             |
| 埼玉県                  | テレビ埼玉                            | JAITS （東名阪ネット6・ 5いっしょ3ちゃんねる加盟） 共同制作局 | 月曜 23時00分 - 23時30分       | 2014年7月7日 - 9月8日     |             |
| 千葉県                  | 千葉テレビ放送                        | JAITS （東名阪ネット6・ 5いっしょ3ちゃんねる加盟） 共同制作局 | 火曜 23時30分 - 24時00分       | 2014年7月8日 - 9月9日     |             |
| 石川県                  | 北陸放送                              | TBS系列 共同制作局                                            | 月曜 - 金曜 9時55分 - 10時55分 | 2014年8月25日 - 8月29日   | 2話連続放送 |
| 静岡県                  | 静岡第一テレビ                        | 日本テレビ系列 共同制作局                                     | 土曜 26時20分 - 26時50分       | 2014年7月12日 - 9月13日   |             |
| 三重県                  | 三重テレビ放送                        | JAITS （東名阪ネット6加盟） 共同制作局                        | 日曜 23時30分 - 24時00分       | 2014年7月6日 - 9月14日    |             |
| 京都府                  | 京都放送                              | JAITS （東名阪ネット6加盟） 共同制作局                        | 日曜 23時30分 - 24時00分       | 2014年7月6日 - 9月14日    |             |
| 兵庫県                  | サンテレビジョン                      | JAITS （東名阪ネット6加盟） 共同制作局                        | 月曜 19時25分 - 19時55分       | 2014年7月7日 - 9月8日     |             |
| 岡山県 香川県           | テレビせとうち                        | テレビ東京系列 共同制作局                                     | 土曜 25時30分 - 26時00分       | 2014年7月12日 - 9月13日   |             |
| 広島県                  | 広島ホームテレビ                      | テレビ朝日系列 共同制作局                                     | 月曜 25時55分 - 26時25分       | 2014年7月7日 - 9月8日     |             |
| 福岡県                  | TVQ九州放送                           | テレビ東京系列 共同制作局                                     | 金曜 25時58分 - 26時28分       | 2014年7月18日 - 9月19日   |             |
| 熊本県                  | 熊本県民テレビ                        | 日本テレビ系列 共同制作局                                     | 土曜 25時00分 - 26時00分       | 2014年8月2日 - 9月6日     | 2話連続放送 |
| 鹿児島県                | 南日本放送                            | TBS系列                                                       | 火曜 25時10分 - 25時40分       | 2014年10月21日 - 12月23日 |             |
| 全国                    | ひかりTV                              | インターネットテレビ 共同制作局                               | 日曜 21時00分 - 21時30分       | 2014年7月6日 - 9月7日     |             |
| 全国                    | BSフジ                                | 衛星放送 共同制作局                                           | 日曜 23時00分 - 23時30分       | 2014年7月13日 - 9月21日   |             |
| 全国                    | アニマルプラネット                    | 衛星放送 共同制作局                                           | 金曜 20時30分 - 21時00分       | 2014年9月19日 - 11月14日  |             |
| 愛知県 （名古屋市など） | スターキャット・ ケーブルネットワーク | ケーブルテレビ 共同制作局                                     | 日曜 22時30分 - 23時00分       | 2014年7月13日 - 9月14日   |             |

### 劇場版
2014年9月20日に公開された、映画シリーズ第4弾。

#### キャスト（映画第4弾）
- 芝二郎 - 佐藤二朗
- 治郎丸聡 - 宍戸開
- 財部洋介 - 髙橋洋
- 椎名小梅 - 竹富聖花
- 仙道喜三郎 - 菅原大吉
- 山野アオイ - 田根楽子
- 盛岡冷麺 - 盛岡冷麺
- 緑川靖男 - 篠田薫
- 山岸 - 朝倉伸二

#### 主題歌（映画第4弾）
『望遠鏡』
作詞・作曲・歌 - 高橋直純 / 編曲 - チチクリギターズ

#### スタッフ（映画第4弾）
- 監督 - 亀井亨
- 製作総指揮 - 吉田尚剛
- 企画 - 永森裕二
- 脚本 - 永森裕二
- プロデューサー - 宮田幸太郎 飯塚達介
- ラインプロデューサー - 稲垣隆治
- 撮影 - 松井宏樹
- Bカメラ - 高橋航
- 照明 - 高坂俊秀
- 録音 - 日下部雅也
- 美術 - 松塚隆史
- 衣装 - 宮本まさ江
- ヘアメイク - 金森恵
- 編集 - 増田嵩之
- 音楽 - チチクリギターズ
- 音響効果 - 丹雄二/丹愛
- キャスティング - おおずさわこ
- 助監督 - 小野寺昭洋
- 制作担当 - 佐藤幹也
- スチール - 須藤秀之/川野結李歌
- メイキング - 上野修平/森井勇佑

## 出版情報

### フォトブック
- 幼獣マメシバ　オフィシャルフォトブック（関由香・著／竹書房（2009年発行）ISBN 9784812438473）

### 漫画版
『まんがくらぶオリジナル』（竹書房）連載。上記フォトブックとの合本「オフィシャルコミック＆フォトブック」として単行本化されている。
- 幼獣マメシバ　オフィシャルコミック＆フォトブック（青木光恵 他・著／竹書房（2009年発行）ISBN 9784812440070）

### ノヴェライズ
柳雪花・著　文庫版上下巻が竹書房より刊行されている。
- 上巻（2009年発行）ISBN 9784812438459
- 下巻（2009年発行）ISBN 9784812438466

## その他
- 「豆柴犬」という犬種は、日本犬保存会、JKC共に正式な犬種として現在認められておらず、作中のマメシバは小さな柴犬を指す愛称である。